# Reinhard Michalke
Reinhard Michalke (* 12. Juni 1934 in Gleiwitz; † 17. Dezember 2001 in Berlin) war ein deutscher Schauspieler.

## Leben
Michalke absolvierte von 1954 bis 1957 eine Schauspielausbildung an der Staatlichen Schauspielschule Berlin-Schöneweide. Nach Zwischenstationen am Theater Görlitz und am Hans Otto Theater in Potsdam trat er ab 1962 als Theaterschauspieler in Ost-Berlin auf. Engagements hatte er am Deutschen Theater, an der Volksbühne Berlin und am Maxim-Gorki-Theater.
Michalke war auch bei der DEFA und zu sehen. Er gehörte zum Schauspielerensemble des Fernsehens der DDR. 1960 spielte er den Müllerburschen Hans in dem Märchenfilm Das Zaubermännchen. Später wurde Michalke häufig in Gegenwartsfilmen eingesetzt. Michalke zeichnete intensive Charakterporträts; „als seine Stärke gilt die präzise Darstellung von Menschen verschiedener Schichten und Professionen.“

## Filmografie (Auswahl)
- 1957: Spielbank-Affäre
- 1958: Das Lied der Matrosen
- 1960: Das Leben beginnt
- 1960: Das Zaubermännchen
- 1962: Auf der Sonnenseite
- 1962: Hydra – Sage und Wirklichkeit (Dokumentarfilm, Sprecher)
- 1963: Es geht nicht ohne Liebe (Fernsehfilm)
- 1963: Einer, der auszog, das Gruseln zu lehren (Fernsehfilm)
- 1964: Verflixte Bande
- 1965: Filumena Marturano (Fernsehfilm)
- 1966: Blaulicht: Ein Mann zuviel (TV-Reihe)
- 1967: Begegnungen
- 1971: Der Staatsanwalt hat das Wort: Der Fall Valentin Erbsand (TV-Reihe)
- 1971: KLK an PTX – Die Rote Kapelle
- 1973: Der Staatsanwalt hat das Wort: Verurteilt auf Bewährung (TV-Reihe)
- 1974: Die Frauen der Wardins (Fernseh-Dreiteiler)
- 1975: Polizeiruf 110: Ein Fall ohne Zeugen (Fernsehreihe)
- 1975: Karlemanns Brücke
- 1975: Zu Besuch im Märchenland (Sonderfilm Nimmersatt im Märchenland)
- 1976: Ein verdammt wunderschöner Tag (Fernsehfilm)
- 1976: Polizeiruf 110: Bitte zahlen (TV-Reihe)
- 1977: Viechereien (TV)
- 1978–1979: Rentner haben niemals Zeit
- 1978: Der Staatsanwalt hat das Wort: Der Kurschatten (TV-Reihe)
- 1981: Der Springer mit den langen Ohren
- 1983: Der Staatsanwalt hat das Wort
- 1985: Der Sohn des Schützen (Fernsehserie)
- 1989: Konstantin und Alexander (Fernsehfilm)
- 1990: Die Spur führt zum Silbersee (Sprechrolle)

## Theater
- 1963: Lope de Vega: Ritter vom Mirakel – Regie: Fritz Bennewitz (Volksbühne Berlin)
- 1964: Robert Planchon nach Alexandre Dumas der Ältere: Die drei Musketiere (d’Artagnan)  – Regie: Rudolf Vedral (Volksbühne Berlin)
- 1965: Peter Hacks: Moritz Tassow (Landarbeitersohn) – Regie: Benno Besson (Volksbühne Berlin)
- 1966: Max Frisch: Andorra (Geselle) – Regie: Fritz Bornemann (Volksbühne Berlin)
- 1966: Jean Anouilh: Jeanne oder die Lerche (Bruder Ladvenu) – Regie: Hans-Joachim Martens (Volksbühne Berlin)
- 1967: Horst Salomon: Ein Lorbaß – Regie: Benno Besson (Deutsches Theater Berlin)
- 1967: Peter Weiss: Marat – Regie: Fritz Bornemann (Volksbühne Berlin)
- 1968: Martin Sperr: Landshuter Erzählungen – Regie: Erhard Marggraf (Deutsches Theater Berlin)
- 1970: Ernst Ottwalt: Kalifornische Ballade (mehrere Rollen) – Regie: Fritz Bornemann (Maxim-Gorki-Theater Berlin)

## Hörspiele
- 1960: Dimitri Nagischkin: Der tapfere Asmun (Asmun) – Regie: Theodor Popp (Kinderhörspiel – Eterna/Litera)
- 1967: Paul Everac: Die unsichtbare Staffette (Sturzu) – Regie: Fritz Göhler (Hörspiel – Rundfunk der DDR)
- 1969: Fritz Selbmann: Ein weiter Weg – Regie: Fritz-Ernst Fechner (Hörspiel (8 Teile) – Rundfunk der DDR)
- 1969: Peter Hacks nach Aristophanes: Der Frieden (Chor) – Regie: Wolf-Dieter Panse (Rundfunk der DDR)
- 1970: Michail Schatrow: Der sechste Juli (Sharow) – Regie: Helmut Hellstorff (Rundfunk der DDR)
- 1970: Arne Leonhardt: Unser stiller Mann (Wussack) – Regie: Werner Grunow (Rundfunk der DDR)
- 1970: Autorenkollektiv: Gespräche an einem langen Tag – Regie: Detlef Kurzweg (Hörspiel – Rundfunk der DDR)
- 1971: Rudi Strahl: In Sachen Adam und Eva – Regie: Peter Groeger (Hörspiel – Rundfunk der DDR)
- 1972: Kai Himmelstrup: The Dandelions (Jakob) – Regie: Helmut Hellstorff (Hörspiel, 2 Teile – Rundfunk der DDR)
- 1973: Werner Gawande: Benders Abschluß (Fahrer) – Regie: Werner Grunow (Rundfunk der DDR)
- 1973: Hans-Ulrich Lüdemann: Überlebe das Grab (Smith) – Regie: Werner Grunow (Rundfunk der DDR)
- 1974: Herbert Fischer: Autofahrt – Regie: Fritz Göhler (Hörspiel – Rundfunk der DDR)
- 1974: Rolf Gumlich: Krach in Dagenow (Hannes) – Regie: Werner Grunow (Hörspiel – Rundfunk der DDR)
- 1974: Augusto Boal: Torquemada (2. Sohn) – Regie: Peter Groeger (Hörspiel – Rundfunk der DDR)
- 1976: Adolf Glaßbrenner: Antigone in Berlin (Zuschauer im Parkett) – Regie: Werner Grunow (Hörspiel (Kunstkopf) – Rundfunk der DDR)
- 1979: Horst Berensmeier: Lösegeld – Regie: Hans Knötzsch (Hörspiel – Rundfunk der DDR)
- 1987: Manfred Müller: Die wunderbare Ziege (Chandra) – Regie: Manfred Täubert (Kinderhörspiel – Rundfunk der DDR)
- 1984: Brüder Grimm: Der Teufel mit den drei goldenen Haaren (2. Räuber) – Regie: Maritta Hübner (Kinderhörspiel – Litera)
- 1988: Christoph Wielepp: Der Klipperbixstein (Fischer) – Regie: Manfred Täubert (Kinderhörspiel/Kurzhörspiel – Rundfunk der DDR)
- 1989: Vijay Tendulkar: Der leere Stuhl der Miss Shaku Dalvi (Bürovorsteher) – Regie: Beate Rosch (Hörspiel – Rundfunk der DDR)
- 1991: Waldemar Bonsels: Die Biene Maja (Hartmut, ein Borkenkäfer) – Regie: Werner Grunow (Kinderhörspiel – DS Kultur)